# Taconnière
La Taconnière est un ruisseau français du département des Deux-Sèvres, affluent rive gauche du Cébron et sous-affluent du Thouet.

## Géographie
La Taconnière prend sa source à près de 170 mètres d'altitude sur la commune d'Amailloux, en bordure de la route nationale 147, près du lieu-dit Villeneuve.
Elle rejoint le Cébron en rive gauche à l'est de la route départementale 938 et du pont Biard en limite des communes de Gourgé et Louin, vers 115 mètres d'altitude, dans la partie nord-ouest du lac du Cébron.
Longue de 12,5 km, la Taconnière n'a qu'un seul affluent répertorié, le ruisseau de l'Orge boisseau en rive droite.

## Communes et cantons traversés
À l'intérieur du département des Deux-Sèvres, la Taconnière arrose quatre communes réparties sur deux cantons :
- Canton de Parthenay
  - Amailloux (source)
- Canton de Saint-Loup-Lamairé
  - Maisontiers
  - Louin (confluence avec le Cébron)
  - Gourgé (confluence avec le Cébron).